# Чёрная пантера: Ваканда навеки (саундтрек)
Саундтрек к американскому супергеройскому фильму 2022 года «Чёрная пантера: Ваканда навеки», сиквелу фильма «Чёрная пантера» (2018), основанному на одноимённом персонаже комиксов Marvel и созданному Marvel Studios, состоит из оригинальной музыки, написанной и спродюсированной Людвигом Йоранссоном, постоянным коллегой режиссёра фильма Райана Куглера. Йоранссон, подтвердивший своё участие в сентябре 2021 года, также спродюсировал несколько песен для альбома и поучаствовал в их написании.
Так как большая часть сюжета разворачивается в подводной стране Талокан, уходящей корнями в мезоамериканскую и нигерийскую культуры, Йоранссон отправился в Мехико для изучения и воссоздания музыки майя, считая, что эта музыка была насильственно стёрта из истории. Для воссоздания народных майянских мотивов при записи использовались древние музыкальные инструменты, с помощью которых Йоранссон создал музыку, которую «никогда раньше не слышали в кино», а также были включены оркестровые и майянские мелодии. Также была включена изменённая тема Т’Чаллы, главного героя первого фильма. Запись музыки и песен проходила параллельно в Мехико, а в Лос-Анджелесе прошёл процесс дополнительной записи. При создании оригинальных песен для альбома Йоранссон работал с современными артистами — рэперами, певцами, коренными музыкантами и коренными исполнителями.
25 июля 2022 года лейбл Hollywood Records выпустил мини-альбом саундтреков «Чёрная пантера: Ваканда навеки. Пролог», включающий в себя три песни, в том числе кавер-версию песни Боба Марли «No Woman, No Cry», представленную в тизер-трейлере фильма. 4 ноября Roc Nation и Def Jam Recordings выпустили саундтрек-альбом «Чёрная пантера: Ваканда навеки — музыка из фильма и вдохновлённая им», в который вошёл сингл Рианны «Lift Me Up», опубликованный 28 октября, за неделю до выхода альбома. Музыка Йоранссона была выпущена в день премьеры фильма, 11 ноября, отдельным сборником, получившим название «Чёрная пантера: Ваканда навеки (оригинальная музыка)».

## Производство

### Музыка
Действие «Ваканды навеки» происходит в подводной стране Талокан, родной город Нэмора создан с уклоном в мезоамериканскую и нигерийскую культуры. Йоранссон работал с несколькими музыкальными археологами, чтобы широко исследовать и воссоздать майянскую музыку, считая, что «сотни лет назад эту музыку насильно стёрли из истории», а также отправился в Мехико для воссоздания майянских звуков. В процессе исследования он обнаружил несколько древних музыкальных инструментов, в том числе флейты с отпечатками пальцев, по которым он определил, как на них играли. Йоранссон высказал следующее мнение: «Множество инструментов связано с природой. К примеру ракушки, панцири черепах, по которым вы стучите палками, отдельный вид глиняных флейт, издающих звуки пения птиц, погремушки, звучащие словно змеи. Меня вдохновил тот факт, что я слышал те звуки, с которыми не сталкивался ранее, а тем более не слышал в кино».
Появление Нэмора сопровождается звуком ракушки, поэтому Йоранссон сыграл её с помощью данного предмета, так как это было неотъемлемой частью сценария. Он испытал сложности при игре на ракушках, так как «иногда тональность схожа с французским рогом, но у тебя нет такого же диапазона в тональности и промежутках. Ты сильно ограничен в нотах и вынужден быстро к ним обращаться, так как по большому счёту ты меняешь их, просто засунув руку в ракушку. Это было что-то вроде комбинации двух различных ракушек, поскольку нужно было немного поэкспериментировать, чтобы добиться того, чего хотел я. И иногда, когда ты видишь Нэмора в более интимной среде, ты слышишь мелодию одной ракушки. А затем, когда появляется не только он, но и его народ, готовый к войне, ракушка сопровождается восемью французскими рогами. Таким образом, музыка придаёт дополнительную мощь». Другим инструментом, отображающим звук Нэмора, стала «сирена смерти», керамическая флейта, которая звучит как «безумный крик животного из другого мира» и отражает действия или силу Нэмора, завершаясь на резкой ноте. Для подданных Талокана были использованы певчие звуки, описанные как «горловое пение низким мужским голосом».
Для сиквела была изменена тема Т’Чаллы, написанная для первого фильма, и Йоранссон посчитал её «той же самой темой, но погруженной в другого персонажа». С целью подчеркнуть процесс скорби и злости была написана новая композиция для Шури, и «когда ты впервые слышишь эту ему, её исполняет Джорджа Смит, и в процессе истории музыка развивается, пробуждая тот тип лидера, к которому стремится Шури. Есть даже заход на совершенно иную форму претенциозного синтезатора». У персонажа Рири Уильямс / Железного сердца также есть своя собственная тема, о которой Йоранссон сказал: «Она из Чикаго, так что культура города — часть её музыки. Я изучаю этот прогрессивный музыкальный город, полный хауса и хип-хопа, погружаясь в её персонажа».

### Песни
Помимо работы над музыкой Йоранссон также спродюсировал большинство песен и выступил исполнительным продюсером саундтрека, что он назвал «бесшовным процессом». При записи музыки в дневное время с использованием майянских инструментов и звуков он также записывал песни с современными артистами и использовал в песнях элементы, записываемые им для саундтрека. Всё это происходило, пока Райан Куглер снимал «Ваканду навеки», и у Йоранссона не было кадров из фильма, но был сценарий, который он обсуждал с артистами, объясняя использование песен в определённой последовательности, и добавил, что «каждая нота, каждое слово, каждый текст — всё было написано специально для фильма». В Мехико была записана песня «Laayli’ kuxa’ano’one», исполненная майянскими рэперами Pat Boy, Yaalen K’uj и All Mayan Winik и включённая в финальные титры.
В Лос-Анджелесе было записано три песни: кавер-версия «No Woman, No Cry», исполненная Tems, «Coming Back For You», исполненная Fireboy DML, и «Anya Mmiri», исполненная CKay при участии PinkPantheress. Йоранссон совместно с Вивир Куинтаной и Маре Адвертенсией написал песню «Árboles Bajo El Mar». Она описывает предысторию Нэмора, матери которого пришлось мигрировать в океан, чтобы избежать нападения на Талокан. Йоранссон сказал, что «песня настолько мощная, что я позже использовал некоторые вокальные партии для песни талоканских сирен, с помощью которой они гипнотизируют людей. Я и сам оказался под гипнозом, когда она (Куинтана) начала петь и выталкивать воздух при дыхании. Она должна была быть привлекательной и грозной, и поэтому её исполнил хор из Мексики». Трек под названием «Con LA Brisa», исполненный мексиканским рэпером Foudeqush, звучит в тот момент, когда Нэмор показывает Шури Талокан. В начале песни играет тема Т’Чаллы, а текст песни подчёркивается лейтмотивом барабанов.
18 октября 2022 года было подтверждено, что Рианна записала для саундтрека две оригинальные песни: «Lift Me Up» и «Born Again». Первая была официально анонсирована 26 октября как её первый с момента выхода «Love on the Brain» (2016) сольный сингл, а релиз состоялся спустя два дня. В тот же день на официальном YouTube-канале Рианны вышел видеоклип на песню. Йоранссон спродюсировал трек и выступил соавтором совместно с Рианной, Куглером и Tems. По его словам, песня выступает как дань уважения Чедвику Боузману, исполнителю роли Т’Чаллы, умершему от рака в августе 2020 года. Журнал Clash назвал «Lift Me Up» «эмоциональной» ар-н-би-балладой, «разговаривающей от сердца». Песня была неоднозначно воспринята критиками, но стала коммерчески успешной, заняв первое место в чартах Швейцарии, второе — в американском Billboard Hot 100 и третье — в британском UK Singles Chart, а также попала в топ-10 ещё в десяти странах. Она также возглавила чарты Hot R&B/Hip-Hop Songs и Hot R&B Songs.

## Альбомы

### Black Panther: Wakanda Forever Prologue
Мини-альбом саундтреков, получивший название «Чёрная пантера: Ваканда навеки». Пролог (или сокращённо «Ваканда навеки. Пролог») был выпущен лейблом Hollywood Records 25 июля 2022 года. В него включены кавер от Tems на песню Боба Марли «No Woman, No Cry», звучащий в тизер-трейлере фильма, и ещё две песни: «A Body, A Coffin» певицы Amaarae и «Soy» рэпера Santa Fe Klan. Йоранссон спродюсировал все три песни и выступил соавтором «A Body, A Coffin».

#### Список композиций
| №                   | Название                               | Автор(ы)                                                                         | Продюсер(ы)                                                  | Длительность |
| ------------------- | -------------------------------------- | -------------------------------------------------------------------------------- | ------------------------------------------------------------ | ------------ |
| 1.                  | «No Woman, No Cry» (исполняет Tems)    | Винсент Форд                                                                     | Людвиг Йоранссон                                             | 3:34         |
| 2.                  | «A Body, A Coffin» (исполняет Amaarae) | Amaarae Кью Стид Джоэл Мейсон "Maesu" Таннер Кваме «KZ» Квей-Армах-мл. Йоранссон | Йоранссон Стид Квей-Армах-мл. Айодеджи «Cracker Mallo» Олову | 2:50         |
| 3.                  | «Soy» (исполняет Santa Fe Klan)        | Энджел Хаир Кезада Хассо Йоранссон                                               | Йоранссон                                                    | 3:09         |
| Общая длительность: | Общая длительность:                    | Общая длительность:                                                              | Общая длительность:                                          | 9:33         |

### Black Panther: Wakanda Forever — Music from and Inspired by
Чёрная пантера: Ваканда навеки — музыка из фильма и вдохновлённая им, компиляционный саундтрек-альбом к фильму, был анонсирован в конце октября и выпущен лейблами Roc Nation, Def Jam Recordings и Hollywood Records 4 ноября 2022 года. В альбом включён оригинальный сингл Рианны «Lift Me Up», а также другие песни, исполненные множеством различных артистов из Южной Африки, Мексики и Нигерии, в число которых входят Burna Boy, Snow Tha Product, E-40, Stormzy, Fireboy DML, Тобе Нвигве, Фьючер, PinkPantheress и другие. Йоранссон, исполнительный продюсер саундтрека, сказал в интервью: «Мы с Райаном обсуждали важность создания многонаправленного путешествия сквозь звук и голос. Если мы используем в фильме песню, то она должна быть полноценной и подходить по сюжету. Касаемо тематики, мы хотели перевести аудиторию от горя к празднику. Слушая саундтрек, можно закрыть глаза и пережить опыт от просмотра фильма. Это и было нашей целью». Песня «Born Again», исполненная Рианной, вышла 11 ноября как второй сингл и была включена в альбом в качестве финального трека на различных стриминговых платформах.

#### Список композиций
| №                   | Название                                                                                        | Автор(ы) | Продюсер(ы)                | Длительность |
| ------------------- | ----------------------------------------------------------------------------------------------- | --- | -------------------------- | ------------ |
| 1.                  | «Lift Me Up» (исполняет Рианна)                                                                 | Людвиг Йоранссон Рианна Райан Куглер Tems Шон Кори Картер Раким Ателастон Майерс                                        | Йоранссон                  | 3:16         |
| 2.                  | «Love & Loyalty (Believe)» (исполняют Бусисва, DBN Gogo, Сино Мсоло, Камо Мфела и Young Stunna) | Бусисва Элтон Нданги Кимобана Камогело Матона Мандиса Радебе Сандил Форчун Мсиманго Синойоло Мсоло                      | Gogo EltonK                | 6:20         |
| 3.                  | «Alone» (исполняет Burna Boy)                                                                   | Boy Йоранссон Пис Ордопе                                                                                                | P.Priime [англ.] Йоранссон | 3:41         |
| 4.                  | «No Woman, No Cry» (исполняет Tems)                                                             | Винсент Форд | Йоранссон                  | 3:33         |
| 5.                  | «Árboles Bajo El Mar» (исполняют Мваре Адвертенсия Лирика и Вивир Куинтана)                     | Йоранссон Алехандро Нестос Мендес Рохас Марлен Рамирес Крус Вивиана Монсеррат Куинтана Родригес                         | Йоранссон                  | 4:21         |
| 6.                  | «Con La Brisa» (исполняют Foudeqush и Йоранссон)                                                | Анджела Паола Мальдонадо Флорес Йоранссон                                                                               | Йоранссон                  | 2:47         |
| 7.                  | «La Vida» (исполняют Snow Tha Product и E-40)                                                   | Tha Product E-40 Гильберто Гутьеррес Джизела Рейна Айван Фелипе Фернандес Хуан Франсиско Гальван Октавио Вега Йоранссон | Йоранссон                  | 2:37         |
| 8.                  | «Interlude» (исполняет Stormzy)                                                                 | Йоранссон Stormzy | Йоранссон                  | 2:18         |
| 9.                  | «Coming Back For You» (исполняет Fireboy DML)                                                   | Адедамола Адефолахан Йоранссон Пис Ордопе                                                                               | P.Prime Йоранссон          | 2:56         |
| 10.                 | «They Want It, But No» (исполняют Тобе Нвигве и Fat Nwigwe)                                     | Йоранссон Тобе | Йоранссон Нгаван Самфел    | 2:37         |
| 11.                 | «Laayli' kuxa'ano'one» (исполняют ADN Maya Colectivo, Pat Boy, Yaalen K'uj и All Mayan Winik)   | Йоранссон Антонио де Хесус Чан Гуэрра Хесус Кристобол Пэт Шабль Рой Элизур Гонгора Маганья                              | Йоранссон                  | 3:44         |
| 12.                 | «Limoncello» (исполняют OG DayV и Фьючер)                                                       | Дэвид Тил Фьючер Ной Куглер                                                                                             | DTB                        | 2:34         |
| 13.                 | «Anya Mmiri» (исполняют CKay и PinkPantheress)                                                  | CKay Джон Орджи Йоранссон Пис Ордопе PinkPantheress                                                                     | P.Prime Йоранссон          | 3:08         |
| 14.                 | «Wake Up» (исполняют Bloody Civilian и Рема)                                                    | Рема Эмозе Ханофу Хассан Белло                                                                                          | Civilian Йоранссон         | 2:42         |
| 15.                 | «Pantera» (исполняют Алеман и Рема)                                                             | Рема Алеман Йоранссон                                                                                                   | Йоранссон                  | 2:49         |
| 16.                 | «Jele» (исполняют Бусисва, Gogo, Мсоло, Мфела и Stunna)                                         | Бусисва Матона Малик Чайна Радебе Мсиманго Мсоло                                                                        | Gogo Unlimited Soul        | 3:49         |
| 17.                 | «Inframundo» (исполняет Blue Rojo)                                                              | Йоранссон Сантьяго Огаррио                                                                                              | Йоранссон                  | 3:11         |
| 18.                 | «No Digas Mi Nombre» (исполняют Calle x vida и Foudeqush)                                       | Йоранссон Кристиан Хесус Батиста Эспиноза Донован Перес Хосе Фернандес Марио Агилар Миллан                              | Йоранссон                  | 3:42         |
| 19.                 | «Mi Pueblo» (исполняет Гваделупе де Хесус Чан Пут)                                              | Пут | Йоранссон                  | 2:40         |
| 20.                 | «Born Again» (исполняет Рианна)                                                                 | Джеймс Фонтлерой Йоранссон Рианна The-Dream                                                                             | Йоранссон The-Dream        | 3:33         |
| Общая длительность: | Общая длительность:                                                                             | Общая длительность: | Общая длительность:        | 66:18        |

### Black Panther: Wakanda Forever (Original Score)
Музыка Йоранссона была выпущена лейблами Hollywood Records и Marvel Music в составе альбома «Чёрная пантера: Ваканда навеки (оригинальная музыка)» 11 ноября, в день премьеры фильма.

#### Список композиций
Вся музыка написана Людвигом Йоранссоном.
| №                   | Название                                                        | Исполнитель(и)                         | Длительность |
| ------------------- | --------------------------------------------------------------- | -------------------------------------- | ------------ |
| 1.                  | «Nyana Wam» (при участии Баабы Маала и Массамбы Диоп)           |                                        | 3:59         |
| 2.                  | «We Know What You Whisper» (при участии Бусисвы)                |                                        | 2:35         |
| 3.                  | «Sirens» (при участии Вивир Куинтаны и Маре Адвертенсии Лирики) |                                        | 3:56         |
| 4.                  | «Welcome Home» (при участии Баабы Маала)                        |                                        | 2:10         |
| 5.                  | «Lift Me Up (Score Version)» (при участии Джозелин Куглер)      |                                        | 1:08         |
| 6.                  | «He Wasn’t There» (при участии Джорджи Смит)                    |                                        | 1:21         |
| 7.                  | «Namor»                                                         |                                        | 3:41         |
| 8.                  | «They Want It, But No (Film Version)»                           | Тобе Нвигве Fat Nwigwe                 | 4:13         |
| 9.                  | «А́rboles Bajo El Mar (Film Version)»                            | Вивир Куинтана Маре Адвертенсия Лирика | 6:29         |
| 10.                 | «Lost to the Depths»                                            |                                        | 1:29         |
| 11.                 | «Con La Brisa (Film Version)»                                   | Foudeqush Йоранссон                    | 2:40         |
| 12.                 | «Yucatа́n»                                                       |                                        | 1:48         |
| 13.                 | «Let Us Burn It Together»                                       |                                        | 3:40         |
| 14.                 | «This Will Mean War» (при участии Магатти Соу)                  |                                        | 2:08         |
| 15.                 | «Namor’s Throne»                                                |                                        | 2:14         |
| 16.                 | «Imperius Rex»                                                  |                                        | 7:40         |
| 17.                 | «Mama» (при участии Джорджи Смит)                               |                                        | 4:42         |
| 18.                 | «Who Did You See?»                                              |                                        | 3:12         |
| 19.                 | «Wakanda Forever»                                               |                                        | 2:34         |
| 20.                 | «Blood for Blood»                                               |                                        | 1:27         |
| 21.                 | «Yibambe!»                                                      |                                        | 7:24         |
| 22.                 | «Sink the Ship»                                                 |                                        | 3:51         |
| 23.                 | «It Could Have Been Different»                                  |                                        | 1:53         |
| 24.                 | «Vengeance Has Consumed Us»                                     |                                        | 4:04         |
| 25.                 | «Alliance»                                                      |                                        | 1:46         |
| 26.                 | «T’Challa»                                                      |                                        | 1:25         |
| Общая длительность: | Общая длительность:                                             | Общая длительность:                    | 83:29        |

## Реакция
| Оценки критиков | Оценки критиков |
| Источник        | Оценка          |
| --------------- | --------------- |
| Pitchfork       | 6.4/10          |
| Rolling Stone   | [ 29 ]          |

Журналистка Rolling Stone Маура Джонстон заявила, что саундтрек «Ваканды навеки» «разрушает тенденцию с душой и размахом, соответствуя фильму о самой технологически развитой стране в мире», а также отметила, что «Рианна — самое громкое имя этой записи, но весь проект разнообразен с музыкальной точки зрения и бережно курирован». Дилан Грин из Pitchfork дал альбому оценку 6,4/10 и похвалил «ошеломляющее акустическое разнообразие», но раскритиковал отсутствие творческого контроля, посчитав, что «песни слабо связаны с фильмом».

## Чарты
| Чарт (2022)                           | Наивысшая позиция |
| ------------------------------------- | ----------------- |
| Canadian Albums (Billboard)           | 51                |
| Japanese Digital Albums (Oricon)      | 26                |
| Japanese Hot Albums (Billboard Japan) | 90                |
| США (Billboard 200)                   | 62                |
| США (Billboard Soundtrack Albums)     | 3                 |
| US World Albums (Billboard)           | 1                 |